# 畢拉斯普巨猿
畢拉斯普巨猿（学名：Gigantopithecus bilaspurensis）是一種很大及已滅絕的猿，其化石是在印度發現的一些顎骨及牙齒。畢拉斯普巨猿生存於600-900萬年前的中新世，是步氏巨猿的近親。